# Битка при Понца 1435
Битката при Понца е морска битка между флотите на Арагонската корона и Република Генуа на 5 август 1435 г. През тази година Алфонсо V Арагонски в кампанията си за завладяване на трона на кралство Неапол от крал Рене д'Анжу-Валоа обсажда Гаета. Генуезците изпращат флот, воден от адмирал Биаджо Асерето, който да пробие обсадата. При остров Понца в Тиренско море те удържат решителна победа, при която самият арагонски крал е пленен.

## Хронология

### Обсада на Гаета
Франческо Спинола напуска Генуа с два кораба, превозващи провизии за армията на крал Рене д'Анжу-Валоа, който се бори за трона на кралство Неапол с претендента Алфонсо V Арагонски, насочвайки контингент от 800 войници, от които 400 стрелци с арбалет. Когато пристигна в Гаета, той веднага е провъзгласен за губернатор и започва да издига укрепления за екстремна и отчаяна защита. Затова Алфонсо V Арагонски поставя града под обсада, опитвайки се да го превземе чрез глад. Бойците се бият по различни начини: нападателите използват широко бомбарди, докато генуезците предотвратяват приближаването на обсадните машини с дълги пръти и хвърляне на камъни.
В един момент, поради липса на храна за изхранване на местното население, Спинола извежда от града стари хора и деца, около 4000 души, които намират подслон във вражеския лагер благодарение на щедростта на Алфонсо. По време на битката Франческо Спинола е ранен със стрела в бедрото и неговият гарнизон се оказва унищожен от болест. За негов късмет на помощ му се притичват 14 кораба, 1 малък кораб и 3 галери, водени от генуезкия адмирал Биаджо Асерето и с общо 7000 войници на борда.
В същото време херцогът на Милано Филипо Мария Висконти тайно изпраща пратеник до Алфонсо, за да го предупреди за предстоящото пристигане на генуезката флота, принуждавайки го да подготви своята флота от 14 кораба и 13 галери, които да се изправят срещу тях по море, с 13 000 войници на борда. Висконти е уверен, че ще причини поражение, което допълнително ще отслаби Република Генуа и ще я направи още по-подчинена на неговото господство.

### Морска битка при Понца
Събитията в Гаета първоначално изглеждат в полза на арагонците, но решителният сблъсък от 5 август, който се състои край бреговете на Понца, започва по обяд и продължава без спиране до десет часа вечерта, отрежда победата на генуезката флота, която е резултат от обичайната тактика да въвежда в мелето част от силите късно и в най-подходящата точка  .
Победата възнаграждава генуезците далеч над техните очаквания: в допълнение към богатата плячка, има важни пленници, чийто откуп трябва да бъде поискан, включително самия Алфонсо, братята му Енрико и Пиетро и сина му Феранте, кралят на Навара Джовани II от Арагон, принцът на Росано Марино Марцано, принцът на Таранто Джовани Антонио Орсини дел Балцо и Миникучо Уголини, капитан на 500 копиеносци. Само един арагонски кораб успява да избяга и загубите на Алфонсо възлизат на общо 600 убити и 5000 пленени войници.

## Обрати в позициите
Филипо Мария Висконти първо се опитва да убеди Генуезкия сенат и Асерето да продължат войната, като окупират Сицилия, но адмиралът отказва поради липса на достатъчно войски и пари. При завръщането си победоносната флота акостира в Порто Венере, където Асерето получава заповед от херцога да свали Алфонсо и другите пленници не в Генуа, а в Савона и да ги отведе до Милано.
Алфонсо излеза от много трудна за него ситуация благодарение на промененото и непредвидимо отношение на Висконти. В това отношение версиите на историците са противоречиви.
Според генуезците три дни херцогът отказва да види Алфонсо, чакайки астрологично благоприятен ден. Когато го срещна, арагонците го убеждават в погрешната политика за облагодетелстване на Франция, която насочва военните си цели към Генуа и Милано. Те се споразумяват с него, да отмени искането за откуп и се погрижи да ги върне на територията на кралство Неапол.
Миланските историци вместо това смятат маневрата на Филипо Мария Висконти за умна и макиавелистка политика на двойната игра. Според тяхната версия Висконти приема анжуйските посланици в Милано на 21 септември 1435 г., с които подписва споразумение за седемдесет години. Но в същото време от версията на Пиер Кандидо Декембрио научаваме, че на 8 октомври херцогът подписва два договора, в които Алфонсо се задължава да върне Леричи и Порто Венере на него, а не на Република Генуа и да му помогне срещу нея, ако се разбунтува срещу него. В замяна Висконти освобождава Алфонсо и го уверява в подкрепата на 3000 рицари за завладяването на кралство Неапол и ангажимента да възпрепятства генуезките инициативи за предотвратяване на начинанието.
Филипо Мария Висконти и Алфонсо V Арагонски възнамеряват да разделят Италия помежду си по този начин : последният, с подкрепата на първия, да бъде отговорен за завладяването на кралство Неапол и съюза с Миланското херцогство, което ще е отговорни за управлението на останалата част от целия полуостров.